# Teorema de Freiman
Na matemática, o Teorema de Freiman é um resultado combinatório da teoria dos números. Compreende cálculos da estrutura aproximada de um conjunto de inteiros que contêm uma alta proporção de suas somas internas, tomados dois de cada vez.
A demonstração formal é:
Tomemos A como um conjunto finito de inteiros em que a soma de conjuntos
A + A
é pequena, no sentido de que
|A + A| < c|A|
para alguma constante c. Existe uma progressão aritmética n-dimensional de grau
c′|A|
que contém A, em que c e n são funções de c, ou seja, dependem unicamente de c.